# Teddy Guzmán
Rosa Ivonne Olaguibel Cáceres (Lima, 26 de octubre de 1949), conocida como Teddy Guzmán, es una primera actriz de teatro, cine y televisión, cantante, empresaria, y exvedette peruana. Es más conocida por los roles estelares de Lourdes Noriega en Mil oficios, de Doña Elvira Fernández en Así es la vida, de la villana Roberta Gutiérrez en La reina de las carretillas y en Mi amor, el wachimán, de la villana reformada Carmen Torres en Al fondo hay sitio y de la villana Doña Amanda Mendoza en De vuelta al barrio.

## Biografía
Hija de la actriz de teatro Nora Guzmán. Teddy inicia su carrera actoral en el programa televisivo cómico Estrafalario. 
En los años 80, se hace más conocida con la obra teatral El precio del amor, su participación cuenta con un desnudo, visto por primera vez en un café-teatro en la ciudad de Lima.
En los noventa, participa en varias telenovelas: en Los de arriba y los de abajo como la villana Sheyla Bringas; en Los unos y los otros como Estrella; en Lluvia de Arena como Irene; en Luz María como Modesta Ludeña, la mejor amiga de Luz María Mendoza y Rivero (interpretada por la colombiana Angie Cepeda); y en Isabella, mujer enamorada como Leandra Longoria, la madre biológica de las hermanas gemelas Isabella y Clara (interpretadas por la mexicana Ana Colchero).
En el año 2000, participa en la telenovela Pobre diabla interpretando a Caridad López, la madre de Andrés Mejía-Guzmán (interpretado por Salvador del Solar). Al siguiente año, participa en la telenovela Soledad, en donde interpreta a Eva Rodríguez compartiendo roles con los venezolanos Coraima Torres, Guillermo Pérez y Lupita Ferrer. Después de terminar las grabaciones de ambas telenovelas se dedica al teatro y al cine.
Guzmán regresa a la televisión en la serie de comedia Así es la vida en noviembre de 2005 en donde se mantiene hasta su final definitivo en 2008, interpretando a Doña Elvira Fernández, la madre de la Miss Mónica Ramos (interpretada por Caroline Aguilar) y el interés amoroso de Roberto Sánchez (interpretado por Adolfo Chuiman).
En el año 2011, participa en la telenovela Ana Cristina como Rosa Pinto, la tía de Ana Cristina Benavides (interpretada por Karina Jordán) y la hermana mayor de Soledad Pinto (interpretada por la venezolana Mariela Alcalá). Ese mismo año, el 15 de septiembre, se estrena Bolero de noche, película peruana dirigida por Eduardo Mendoza, en la que Teddy Guzmán tiene un importante papel como La Barona, la dueña de un local nocturno dedicado al bolero.
En 2012, actúa en la telenovela La reina de las carretillas como una antagonista principal en la historia: Roberta, una curandera y bruja ambiciosa la cual además es tía de Inés Gutiérrez (interpretada por Fiorella Díaz).
Guzmán graba para la película Viejos amigos en 2013 estrenada en 2014 en donde interpreta a Leticia. También actúa como Graciela en la película Japy ending, también estrenada en 2014.
En 2016, regresa a la televisión en la octava temporada de la serie televisiva Al fondo hay sitio como Carmen Torres, una villana protagónica que busca vengar la muerte de su hija Claudia Llanos (interpretada por Úrsula Boza). 
De 2017 a 2021, actúa en la serie de comedia De vuelta al barrio como la malvada Doña Amanda Mendoza, la enemiga de Consuelo Torrejón (interpretada por Yvonne Frayssinet) y la madre de Coco (interpretado por Lucho Cáceres), Pancho (interpretado por Sebastián Rubio) y Patty (interpretada por Milene Vázquez).
Entre 2022 y 2023, participa como invitada especial y con una participación recurrente en la novena y décima temporada de Al fondo hay sitio, repitiendo su papel de Carmen Torres.
En 2024, participa en la telenovela Súper Ada interpretando a Alucarda, una bruja y vidente quien es la tía del Trinche (interpretado por Diego Pérez Chirinos) y la protectora de Ada Morales (interpretada por Maricarmen Marín).

## Otras actividades
A mitad de los años ochenta, Teddy Guzmán decide realizarse como empresaria a la par de su carrera como actriz, abriendo su propio estudio de café-teatro llamado El Diablo, ubicado en el distrito de Miraflores.

## Filmografía

### Cine
| Año  | Título                           | Personaje                    | Notas                               | Ref.  |
| ---- | -------------------------------- | ---------------------------- | ----------------------------------- | ----- |
| 1992 | ¿Y... dónde está el muerto?      | Vedette                      | Rol principal                       |       |
| 2002 | El lugar donde estuvo el paraíso | Marlene / Irene              | Rol secundario                      |       |
| 2006 | Talk show                        | La esposa                    | Rol secundario                      |       |
| 2010 | Malambito                        | Eva                          | Cortometraje                        |       |
| 2010 | Malambito                        | Eva                          | Rol protagónico                     |       |
| 2011 | Bolero de noche                  | La Barona                    | Rol principal                       |       |
| 2013 | Dos amigos, una historia         | Verónica                     | Rol principal                       |       |
| 2014 | Japy ending                      | Graciela                     | Rol protagónico                     |       |
| 2014 | Viejos amigos                    | Leticia                      | Rol antagónico principal            |       |
| 2014 | Tenebrae lux                     | Sabiduría (Wisdom)           | Rol secundario                      |       |
| 2015 | Voces en el silencio             |                              | Cortometraje                        |       |
| 2015 | Voces en el silencio             | Rol principal (Antagonista)  |                                     |       |
| 2016 | Desaparecer                      | Teniente Gobernadora         | Rol principal                       |       |
| 2016 | El último verano                 | Estela                       | Rol principal (Antagonista)         | [ 5 ] |
| 2017 | Al fondo hay sitio: La película  | Carmen Torres Vda. de Llanos | Rol secundario (Película cancelada) | [ 6 ] |
| 2023 | La niña del azúcar               | Gladys                       | Rol principal                       |       |

### Televisión

#### Series y telenovelas
| Año       | Título                       | Personaje                                   | Notas                                        | Ref.                 |
| --------- | ---------------------------- | ------------------------------------------- | -------------------------------------------- | -------------------- |
| 1994–1995 | Los de arriba y los de abajo | Sheyla Bringas                              | Rol antagónico principal                     |                      |
| 1995      | Los unos y los otros         | Estrella                                    | Rol principal                                |                      |
| 1996      | Tribus de la calle           |                                             | Rol principal                                |                      |
| 1997      | Lluvia de arena              | Irene                                       | Rol principal                                |                      |
| 1998–1999 | Luz María                    | Modesta Ludeña Vda. de Cosío                | Rol principal                                |                      |
| 1999      | Isabella, mujer enamorada    | Leandra Longoria                            | Rol principal (Antagonista reformada)        |                      |
| 2000–2001 | Pobre diabla                 | Caridad López                               | Rol principal (Antagonista reformada)        |                      |
| 2001–2002 | Soledad                      | Eva Rodríguez                               | Rol principal                                |                      |
| 2003–2004 | Demasiada belleza            | Sheyla Bringas                              | Rol antagónico principal                     |                      |
| 2004      | 1,000 Oficios                | Lourdes Noriega                             | Rol principal                                |                      |
| 2005      | Así es la vida               | Doña Elvira Fernández Vda. de Ramos         | Rol de invitada especial                     |                      |
| 2006–2007 | Así es la vida               | Doña Elvira Fernández Vda. de Ramos         | Rol principal (Antagonista reformada)        |                      |
| 2008      | Así es la vida               | Doña Elvira Fernández Vda. de Ramos         | Rol de invitada especial                     |                      |
| 2009      | Clave uno: Médicos en alerta | Paciente                                    | Rol de invitada especial                     |                      |
| 2011      | Ana Cristina                 | Rosa Pinto / Blanca Román                   | Rol principal                                |                      |
| 2011–2012 | La reina de las carretillas  | Roberta Gutiérrez «Tía Roberta»             | Rol principal (Antagonista)                  | [ 7 ]                |
| 2013      | Mi amor, el wachimán 2       | Roberta Gutiérrez «Tía Roberta»             | Rol principal (Antagonista)                  | [ 8 ] [ 9 ]          |
| 2013–2014 | Cholo Powers                 | Roberta Gutiérrez «Tía Roberta»             | Rol principal (Antagonista)                  | [ 10 ]               |
| 2015      | Los reyes de la parada       | Teddy                                       | Rol principal                                |                      |
| 2016      | Al fondo hay sitio           | Carmen Torres Vda. de Llanos / Rosa Pérez   | Rol principal (Villana principal)            | [ 11 ] [ 12 ] [ 13 ] |
| 2022      | Al fondo hay sitio           | Carmen Torres Vda. de Llanos / Rosa Pérez   | Rol de invitada especial (Villana reformada) | [ 14 ] [ 15 ] [ 16 ] |
| 2023      | Al fondo hay sitio           | Carmen Torres Vda. de Llanos / Rosa Pérez   | Rol recurrente (Villana reformada)           | [ 17 ] [ 18 ]        |
| 2017–2021 | De vuelta al barrio          | Doña Amanda Mendoza Ramos Vda. de Gutiérrez | Rol antagónico principal                     | [ 19 ] [ 20 ]        |
| 2018      | Los López y la niñera        | Raquel Torres Vda. de Reyes                 | Rol principal                                |                      |
| 2020      | Historias cotidianas         | Nancy                                       | Rol protagónico (Un episodio)                | [ 21 ]               |
| 2021      | Casting, la serie (piloto)   |                                             | Rol principal                                |                      |
| 2024      | Súper Ada                    | Alucarda                                    | Reparto principal                            | [ 22 ] [ 23 ]        |
| 2025      | La rosa de Guadalupe Perú    | Berta Carmona                               | Protagonista (Episodio: «La tía quedada»)    |                      |

#### Programas
| Año       | Título                      | Rol                        | Notas                                               | Ref.   |
| --------- | --------------------------- | -------------------------- | --------------------------------------------------- | ------ |
| 1965      | El clan del 4               | Ella misma                 | Concursante                                         |        |
| 1976–1979 | Estrafalario                | Ella misma (actriz cómica) | Elenco principal                                    |        |
| 1976–1979 | Estrafalario                | Varios roles               | Elenco principal                                    |        |
| 1982–1983 | El tornillo (nueva versión) | Ella misma (actriz cómica) | Elenco principal                                    |        |
| 1982–1983 | El tornillo (nueva versión) | Varios roles               | Elenco principal                                    |        |
| 2008      | Bailando por un sueño: Perú | Ella misma                 | Jurado (Temporada 1)                                |        |
| 2008      | Domingo al día              | Ella misma                 | Entrevistada                                        |        |
| 2012      | Domingo al día              | Ella misma                 | Entrevistada                                        |        |
| 2010      | Día D                       | Ella misma                 | Entrevistada                                        |        |
| 2019      | Día D                       | Ella misma                 | Entrevistada                                        |        |
| 2011      | Una y mil voces             | Ella misma                 | Artista invitada                                    |        |
| 2011      | La semana                   | Ella misma                 | Entrevistada                                        |        |
| 2012      | El Comercio TV              | Ella misma                 | Invitada especial                                   | [ 24 ] |
| 2012      | Dr. TV                      | Ella misma                 | Invitada especial                                   |        |
| 2013      | Cinco minutos               | Ella misma                 | Invitada especial                                   |        |
| 2014      | Esta noche                  | Ella misma                 | Invitada especial                                   | [ 25 ] |
| 2014      | Casa tomada                 | Ella misma                 | Invitada Especial                                   | [ 26 ] |
| 2015      | En la noche del 11          | Ella misma                 | Invitada especial                                   |        |
| 2016      | Perú21 TV                   | Ella misma                 | Invitada especial                                   |        |
| 2016      | Estás en todas              | Carmen Torres              | Invitada especial                                   | [ 27 ] |
| 2017      | Cinescape                   | Doña Amanda Mendoza        | Invitada especial (Secuencia: Preguntas con cancha) |        |
| 2017      | Detrás del telón            | Ella misma                 | Invitada especial                                   |        |
| 2019      | EEG: El gran clásico        | Ella misma                 | Invitada especial                                   |        |
| 2021      | Una hora con...             | Ella misma                 | Entrevistada                                        |        |
| 2022      | Sábado con Andrés           | Ella misma                 | Invitada especial (Secuencia: Cenando con Andrés)   | [ 28 ] |

### Vídeos musicales
| Año  | Título             | Personaje | Notas                         | Ref. |
| ---- | ------------------ | --------- | ----------------------------- | ---- |
| 2011 | Mil besos          | La Barona | De Teddy Guzmán y Los Morunos |      |
| 2024 | Mi corazón tun tun | Alucarda  | De Maricarmen Marín           |      |

### Spots publicitarios
- APTC (2006)
- ¿Será un santo mi marido? (2009)
- Songpet II (2014)
- Eterna juventud (2015–2016)
- Copera Infancia: Niño peruano que se respeta (2015)
- Elecciones Perú (2016) como Carmen Torres[29]
- Shalom Spa (2018)

## Otros medios

### Café teatro
- La gata caliente (1991)
- El diablo

### Teatro
| Año                      | Título                                 | Personaje              | Notas                              | Ref.   |
| ------------------------ | -------------------------------------- | ---------------------- | ---------------------------------- | ------ |
|                          | Ustedes mujeres                        |                        | Rol principal                      |        |
|                          | Plumas y guayaberas                    |                        | Rol principal                      |        |
|                          | Romántica                              |                        | Rol principal                      |        |
|                          | El Precio del amor                     |                        | Rol protagónico                    |        |
| Teatro: Café-Teatro Lima | El Precio del amor                     |                        |                                    |        |
|                          | Venecia                                |                        | Rol principal                      |        |
|                          | Baño de mujeres                        |                        | Rol principal                      |        |
|                          | La mujer del panadero                  |                        | Rol principal                      |        |
|                          | El hombre que murió por ti             |                        | Rol principal                      |        |
|                          | Deshojando a Margarita                 |                        | Rol principal (También productora) |        |
|                          | Revista Cómico                         |                        | Rol principal (2 temporadas)       |        |
| 1992                     | Dos diablas para el diablo             |                        | Rol principal (También productora) |        |
| 1992                     | Dos diablas para el diablo             | Dirección: Raúl Beryón |                                    |        |
| 2004                     | Brujas                                 |                        | Rol protagónico                    | [ 30 ] |
| 2007                     | Las viejas amistades                   |                        | Rol principal                      |        |
| 2008                     | Chiquitita, una boda de ensueño        |                        | Rol principal                      |        |
| 2008                     | Viejas amistades                       |                        | Rol principal                      | [ 30 ] |
| 2009                     | ¿Será un santo mi marido?              |                        | Rol principal                      |        |
| 2010                     | Voces en el silencio                   |                        | Rol principal                      | [ 31 ] |
| 2012                     | ¿Será un santo mi marido? (Reposición) | Animadora              | Rol principal                      |        |
| 2013                     | Mi amor, el wachimán 2: El musical     | Tía Roberta            | Rol secundario                     |        |
| 2014                     | Cómplices                              |                        | Rol principal (También directora)  |        |
| 2022                     | Aire frío                              |                        | Rol secundario                     |        |
| 2023                     | Brujas                                 | Luisa                  | Rol protagónico                    | [ 32 ] |

### Radio
- Radio Nacional (2015) como Invitada.
- Radio Capital (2015) como Invitada.
- Radio Exitosa (2015) como Invitada.

### Eventos
- Noche de gala y amor (2011) como Artista Invitada (Con Los Morunos y Jean Pierre Magnet).
- Kontenedores (2014) como Invitada especial.[33]

## Discografía

### Temas musicales
- «Pepa» (1992)
- «Porque ahora» (1996)
- «Mamma Mia» (2008)
- «Yo quiero más» (2011)[34]
- «Mil besos» (2011) (Con Los Morunos)[35]
- «Eso» (2011) (Con Los Morunos)[36]
- «Sin motivo» (2011) (Con Los Morunos)

### Bandas sonoras
- ¿Y... dónde está el muerto? (1992)
- Tribus de la calle (1996)
- Chiquitita, una boda de ensueño (2008)
- Bolero de noche (2011)
- Ana Cristina (2011)

## Premios y nominaciones
A fines de 2010, Teddy Guzmán, junto a otros 49 artistas peruanos, es distinguida por su larga trayectoria con la Medalla de Lima en una ceremonia organizada por la Municipalidad de Lima.
En 2014, Teddy Guzmán, es premiada debido a su participación en la película Viejos amigos, por el Ministerio de la Mujer y Poblaciones Vulnerables.
| Año  | Premio                       | Categoría                       | Trabajo            | Resultado | Ref.   |
| ---- | ---------------------------- | ------------------------------- | ------------------ | --------- | ------ |
| 2014 | Premios Luces de El Comercio | Mejor actriz de reparto de cine | Viejos amigos      | Nominada  | [ 39 ] |
| 2016 | Premios Luces de El Comercio | Mejor actriz de TV              | Al fondo hay sitio | Nominada  | [ 40 ] |
| 2023 | Premios Luces de El Comercio | Mejor actriz de teatro          | Brujas             | Nominada  | [ 41 ] |